# Астолат

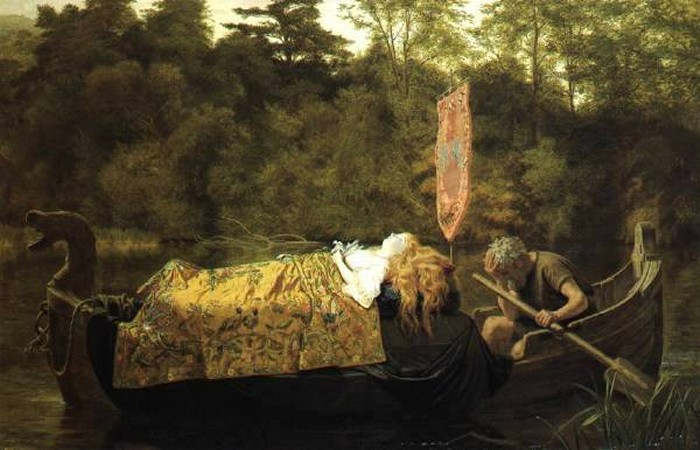
Элейн, Прекрасная Дева из Астолата Жанжамбр Андерсон, Софи (Sophie Anderson), 1807

Астолат (англ. Astolat) — легендарный город Великобритании, упомянутый в Легендах о Короле Артуре. Являлся домом Элейн, «прекрасной девы из Астолата», её отца сэра Бернарда и её братьев Лэвэйна и Тиррэ. Город называют Шалотом (Shallott) во многих культурных ссылках, полученных из стихотворения Альфреда Лорда Теннисона (Alfred Lord Tennyson) «Леди Шалот». Город также называют Асколатом (Ascolat) в Винчестерской Рукописи. 

Глава девять из книги сэра Томаса Мэлори Le Morte d’Arthur идентифицирует с легендарным Астолатом Гилдфорд в Суррее:
Так утром ранним сэр Ланселот услышал мессу и прервал свой пост, и так узнал об отъезде королевы и отбыл. И ехал он так, пока не приехал в Астолат, который является Гилдфордом; и тем же вечером он приехал во владения старого барона.
Некоторые историки утверждают, что могла быть связь между названием Astolat и племенем Atrebates, которое существовало в Великобритании и Галлии до, и в меньшей степени после, римского завоевания Великобритании. В других источниках Астолат расположен на полпути между Лондоном и Колчестером, помещая его около Челмсфорда в Эссексе. 

В современной литературе Астолат использовался метафорически.